# Вулканічна дуга

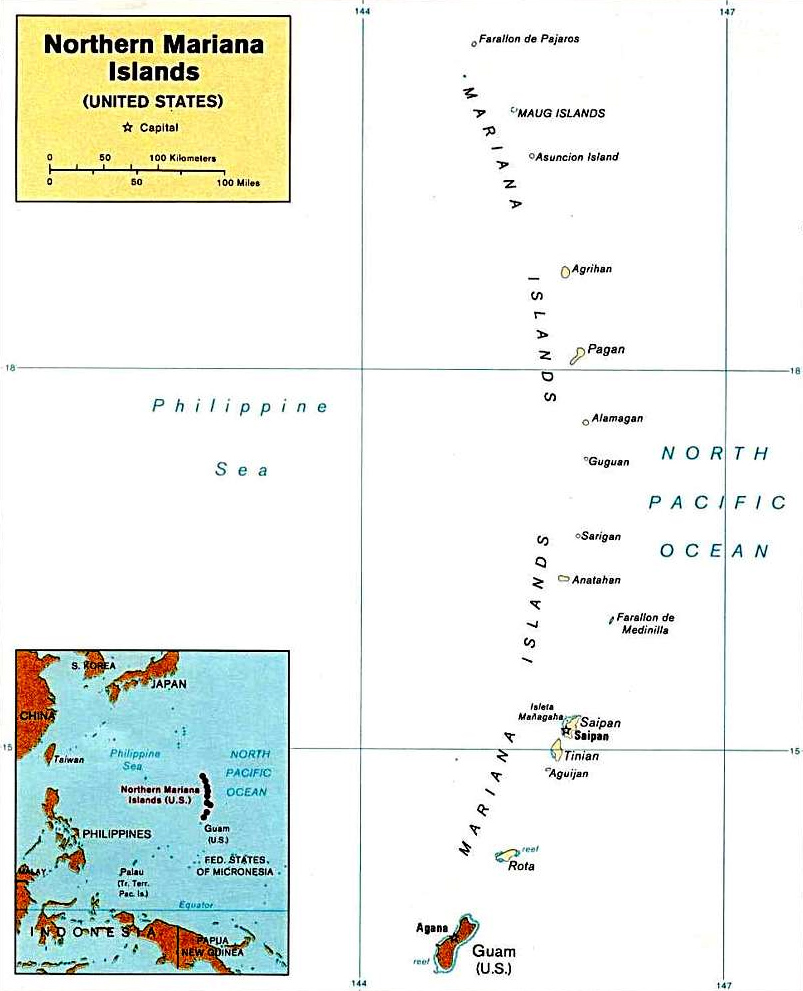
Маріанські острови, океанічна острівна дуга

Вулканічна дуга — пасмо вулканів паралельних гірському поясу розташовані по дузі на мапі. Якщо вулкани розташовані вздовж узбережжя це — острівна дуга. Як правило, пасма вулканічних дуг утворюються над зоною субдукції, де одна океанічна плита занурюється під іншу тектонічну плиту, з утворенням магми під шаром ковзання. Магма піднімається у формі вулканічної дуги паралельно зоні субдукції.
Є два типи вулканічних дуг: океанічні дуги (які є тип вулканічних острівних дуг, тип архіпелагу), і вулканічні континентальні дуги — дугоподібні гірські пасма. У першому випадку, океанічна кора субдуцирує під іншу океанічну кору на сусідньої плити, в той час як в випадку з гірськими пасмами океанічна кора субдуцирує під континентальну кору.

## Петрологія
У зоні субдукції, втрата води з субдуцірованної плити викликає часткове плавлення головної мантії і генерує низьку щільність вапняно-лужної магми, що піднімається і витискається через літосферу верхньої плити. Ця втрата води через дестабілізацію мінералу хлориту відбувається приблизно на глибині 40-60 км. Тому відстань від точки занурення до місця вулканізму острівної дуги розраховується як ця глибина до кута нахилу занурення плити.
Вздовж занурюваного боку острівної дуги є глибокий і вузький океанічний жолоб, що прямує границею між низхідною і горішньою плитами. Цей жолоб створюється гравітаційним притяганням — занурювальна пластина тягне передній край горішньої плити вниз. Землетруси відбуваються уздовж цієї границі субдукції з сейсмічних вогнищ розташованих на великій глибині під острівною дугою: ці землетруси визначають зону Вадаті-Беньофа.

## Географія
Два класичні приклади океанічних острівних дуг є Маріанські острови у західній частині Тихого океану і Малі Антильські острови у західній частині Атлантичного океану. Вулканічна дуга Каскадних гір на заході Північної Америки і Анд вздовж західного краю Південної Америки приклади континентальних вулканічних дуг. Найкращі зразки вулканічних дуг з усім набором характеристик знаходяться в північній частині Тихого океану — Алеутська острівна дуга, що складається з Алеутських островів та їх розширення Алеутського хребта на п-ові Аляска, і Курило-Камчатська острівна дуга у складі Курильських островів і півдня півострова Камчатка.